# Claude Anthime Corbon
Claude Anthime Corbon (født 23. december 1808 i Arbigny-sous-Varennes, Haute-Marne, død 26. februar 1891 i Paris) var en fransk politiker.
Corbon var af håndværkerslægt og måtte allerede som barn gå på arbejde i en fabrik, men uddannede sig senere til en dygtig træskærer. Sammen med 200 kammerater grundlagde han 1840 arbejderbladet L'Atélier og ledede det, indtil dets ophør 1850, i demokratisk-katolsk ånd (efter Buchez' lære); det bar som valgsprog Paulus' ord: "Den, der ikke vil arbejde, skal ikke have føden". Februar 1848 tog Corbon personlig del i gadekampen, blev derefter sekretær i den provisoriske regering og valgtes til Nationalforsamlingen, hvor han frarådede Nationalværkstedernes bratte lukning, men ellers hørte til de mådeholdne republikanere (valgtes derfor ogsaå til en af næstformændene). I 1849 tog Corbon igen fat på sit håndværk og var ivrig for oprettelse af fagskoler. Han blev 1863 medarbejder af Siècle og skrev særlig skildringer af "Mændene fra 1848". September 1870 blev han maire i et af Paris' kvarterer og i november genvalgt imod Victor Hugo; afgik i marts 1871 og søgte nu at standse kommunens oprør ved at udvirke selvstyre for Paris, juli 1871 valgtes han til Nationalforsamlingen og 1875 af denne til livsvarig senator; han hørte i begge forsamlinger til det republikanske parti og var 1885-89 en af Senatets tre kvæstorer.